# Johns
Johns ist ein Familienname.

## Herkunft und Bedeutung
Der im englischen Sprachraum gebräuchliche, ursprünglich patronymisch gebildete Name leitet sich von dem Vornamen John (Variante von Johannes) ab.

## Varianten
- englisch: Johnson
- deutsch: Johannsen
- dänisch, norwegisch: Johansen
- schwedisch: Johansson, Johanson

## Familienname
- Adolph Johns (1809–1860), deutscher Kaufmann
- Adrian Johns (* 1951), britischer Offizier, Gouverneur von Gibraltar
- Andrew Johns (* 1973), britischer Triathlet
- Andy Johns (um 1951–2013), britischer Tontechniker und Musikproduzent
- Arthur Johns (1889–1947), US-amerikanischer Tontechniker
- Barbara Rose Johns (1935–1991), US-amerikanische Bürgerrechtlerin
- Bibi Johns (* 1929), schwedische Schlagersängerin und Schauspielerin
- Brian Johns (Journalist) (1936–2016), australischer Journalist und Medienmanager
- Brian Johns (Schwimmer) (* 1982), kanadischer Schwimmer
- Brian Leslie Johns (1931–2011), australischer Wirtschaftswissenschaftler und Hochschullehrer
- Charley Eugene Johns (1905–1990), US-amerikanischer Politiker
- Christian Jacob Johns (1781–1861), deutscher Kaufmann und Teemakler sowie Präses der Handelskammer Hamburg
- Chris Johns (* 1951), US-amerikanischer Fotograf und Herausgeber
- Daniel Johns (* 1979), australischer Rockmusiker
- Daryl Johns, US-amerikanischer Jazzmusiker
- Dave Johns (* 1956), britischer Schauspieler, Komiker und Autor
- David Johns (* 1982), kanadischer Biathlet
- Dieter Johns, deutscher Poolbillardspieler
- Eduard Johns (1803–1885), deutscher Kaufmann und Politiker
- Ethan Johns (* um 1975), britischer Musikproduzent
- Gary Johns (* 1952), australischer Politiker
- Geoff Johns (* 1973), US-amerikanischer Comic- und Drehbuchautor
- Glyn Johns (* 1942), britischer Toningenieur und Musikproduzent
- Glynis Johns (1923–2024), walisische Schauspielerin, Pianistin, Sängerin und Tänzerin
- Harold Johns (1915–1998), kanadischer Medizinphysiker
- Harris Johns, Musikproduzent und Tontechniker
- Helen Johns (Schwimmerin) (1914–2014), US-amerikanische Schwimmerin
- Helen Johns (Politikerin) (* 1953), kanadische Politikerin
- Henry Eugen Johns (1846–1933), deutscher Schiffbauingenieur und Unternehmer
- Ian Johns (* 1984), US-amerikanischer Pokerspieler
- Jasper Johns (* 1930), US-amerikanischer Maler
- Joshua L. Johns (1881–1947), US-amerikanischer Politiker
- Kenneth Johns, Pseudonym von Kenneth Bulmer (1921–2005), britischer Schriftsteller
- Kensey Johns (1791–1857), US-amerikanischer Politiker
- Lem Johns († 2014), US-amerikanischer Sicherheitsbeamter
- Mervyn Johns (1899–1992), britischer Schauspieler
- Michael Johns (um 1979–2014), australischer Sänger
- Paddy Johns (* 1968), irischer Rugby-Union-Spieler
- Paul Emile Johns († 1860), polnischer Komponist und Musiker
- Raymond E. Johns Jr. (* 1954), pensionierter General der US Air Force
- Richard Johns (* 1939), britischer Air Chief Marshal
- Rudolf Johns (1900–1984), deutscher Wirtschaftswissenschaftler
- Rudolph Johns (1823–1889), deutscher Jurist und Politiker
- Sammy Johns (1946–2013), US-amerikanischer Countrysänger und Liedtexter
- Stephen Johns (Produzent), britischer Musikproduzent und Manager
- Stephen Johns (Curler) (* 1965), kanadisch-australischer Curler
- Stephen Johns (Eishockeyspieler) (* 1992), US-amerikanischer Eishockeyspieler
- Stratford Johns (1925–2002), britischer Schauspieler
- Tracy Camilla Johns (* 1963), US-amerikanische Schauspielerin
- Vere Johns (1893–1966), jamaikanischer Journalist, Hörfunkmoderator und Veranstalter
- Wahleah Johns, US-amerikanische Umweltaktivistin
- William Earl Johns (1893–1968), britischer Pilot und Schriftsteller

## Vorname
- Johns Hopkins (1795–1873), US-amerikanischer Geschäftsmann